# Evenwichtszin

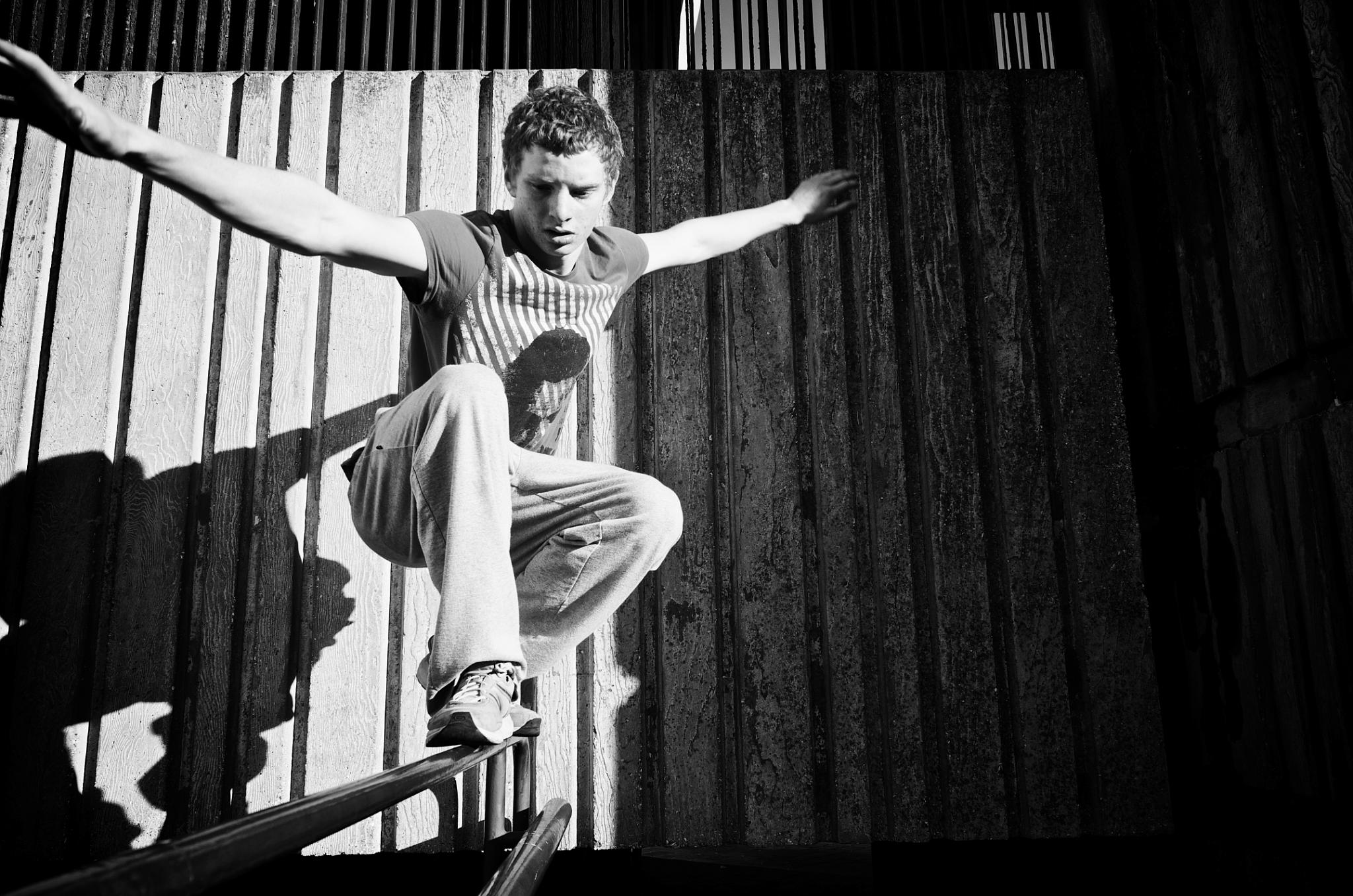
Balans houden

Evenwichtszin is het vermogen van een organisme om lineaire versnelling en rotatie van zijn hoofd (of kop) waar te nemen.

## Functie van evenwichtszin
De functie van de evenwichtszin is tweeledig. Ten eerste het bepalen van de driedimensionale positie van het hoofd bij het uitvoeren van een hoofdrotatie en ten tweede het bepalen van de versnelling/vertraging van het hoofd bij een lineaire beweging. Strikt gesproken weerspiegelt de naam van dit zintuig, evenwichtszin, dus niet wat het zintuig meet. Letterlijk zou het rotatiezin en versnellingszin genoemd kunnen worden. Het behouden van het evenwicht volgt uit samensmelting en verwerking van informatie uit meerdere andere zintuigen, zowel bij rotatie als bij versnelling.
Positiebepaling van het geroteerde hoofd heeft te maken met het gefocust moeten kunnen houden van de ogen op een bepaald doel en het in positie houden van de rest van het lichaam, terwijl het hoofd roteert. De informatie over de rotatiepositie van het hoofd, in combinatie met de proprioceptie van de positie van het hoofd ten opzichte van de hals, en tevens in combinatie met het gezichtsvermogen, geeft de hersenen de mogelijkheid om de juiste (oog-) spiergroepen aan te sturen om de lichaams- en oogpositie tijdens stilstand of beweging in de gewenste stand te handhaven of te veranderen.
Bepalen van de lineaire versnelling van het hoofd heeft te maken met de richtingsbepaling van het organisme ten opzichte van de bodem (dus ten opzichte van de zwaartekracht) teneinde de veranderende positie van het lichaam ten opzichte van te benaderen of te vermijden omgevingsobjecten te bepalen. Wie snel ergens op af loopt moet eerder afremmen dan iemand die langzaam ergens op af loopt. Ook deze functie wordt mede geholpen door zintuigelijke informatie van de proprioceptie en het gezichtsvermogen. Tevens helpt hier de tastzin mee, bijvoorbeeld bij het vaststellen van het contact van de voetzolen met de grond.
gezicht · gehoor · reuk · smaak · tast · evenwicht · proprioceptie · thermoceptie · nociceptie · interoceptie